# 쿠알로아 랜치
쿠알로아 랜치(Kualoa Ranch)는 하와이주 오하우 섬 북동쪽에 위치한 목장이다.

## 역사
쿠알로아 랜치는 고대 하와이 사람들이 오하우 섬에서 가장 신성하게 여긴 곳으로 옛날부터 왕족들이 역사 교육을 받고 병법을 수련한 곳이라 한다. 옛날부터 하와이의 왕족들의 소유지였으며, 카메하메하 3세 이후부터 그 소유권이 넘어가기 시작했다. 카메하메하 3세 때 하와이에는 역병이 돌기 시작했는데, 이 병을 치료하기 위해 미국 본토로부터 게리트 주드 박사가 파견되었다. 주드는 하와이 주민들을 성심껏 치료했고, 그 과정에서 이 섬의 주인이었던 카메하메하 3세와도 친한 사이가 되었다. 카메하메하 3세는 주드와의 친분의 표시로 쿠알로아 랜치의 일부를 팔았다. 이후 카메하메하 3세가 후계자를 만들지 못하고 사망하자 쿠알로아 랜치의 나머지 부분들도 경매에 부쳐졌고, 주드의 자손들이 쿠알로아 랜치의 나머지 땅들을 구매하고 지금의 4000에이커 규모의 쿠알로아 랜치를 조성했다고 한다.

## 관광
쿠알로아 랜치는 다양한 영화들의 촬영지로도 이용되고 있다. 기타 프로그램들로는 승마, ATV, 영화촬영지 탐방, 보트 투어, 시크릿 아일랜드 투어 등이 있다.
쥬만지 촬영지,쥬라기 월드 촬영지가 되기도 했다.